# Новенська селищна територіальна громада
Новенська селищна громада — територіальна громада в Україні, в Мелітопольському районі Запорізької області. Адміністративний центр — селище Нове.
Утворена 22 квітня 2019 року шляхом об'єднання Новенької та Фруктівської сільських рад Мелітопольського району.

## Населені пункти
До складу громади входять 4 селища: Зелене, Нове, Садове, Фруктове і 8 сіл: Гуттерталь, Данило-Іванівка, Долинське, Молочне, Піщанське, Ромашки, Тащенак та Удачне.